# Jorge Rodríguez Gramage
Jorge Rodríguez Gramage (Onteniente, Valencia, 1979) es un político, politólogo y administrador español. Jefe del Partido La Vall ens uneix (La Vall) y coordinador autonómico de la Unión Municipalista en la Comunidad Valenciana. Desde el 1 de julio de 2011 ocupa el cargo de alcalde de su pueblo natal y entre 2015 y 2018 fue el presidente de la Diputación Provincial de Valencia por el PSPV. Desde abril de 2019 es portavoz de la Ejecutiva Comarcal de La Vall ens Uneix.

## Biografía
Nacido en el municipio valenciano de Onteniente en el año 1979. Tras finalizar sus estudios tanto primarios como secundarios entró a la Universidad de Valencia, donde estuvo estudiando Medicina pero finalmente no llegó a acabar la carrera. Tiempo más tarde decidió retomar sus estudios superiores, llegando finalmente a licenciarse en Ciencias políticas y Administración por la Universidad Miguel Hernández de Elche.
Desde su juventud se ha interesado por la política al ser miembro del Partido Socialista del País Valenciano (PSPV-PSOE). Y en el año 2007 llegó a ocupar su primer cargo político como portavoz local del PSPV-PSOE en su pueblo natal. Seguidamente pasó a encabezar la lista del partido en las elecciones municipales de 2011, donde obtuvo una minoría pero finalmente tras formar una coalición gracias al apoyo de los concejales de Coalició Compromís y Esquerra Unida del País Valencià logró ser alcalde de Onteniente, ocupando su cargo desde el día 1 de julio de ese año hasta el 27 de junio de 2018.
Tras las elecciones a las Cortes Valencianas de 2015, el día 14 de julio fue nombrado nuevo presidente de la Diputación Provincial de Valencia, al obtener el apoyo tanto de su propio partido como de Coalició Compromís, Podemos y Esquerra Unida del País Valencià, sucediendo en el cargo a Alfonso Rus Terol del PPCV.  
El 27 de junio de 2018, fue detenido junto a otros dos cargos en la operación anticorrupción Alquería en la que se le acusó de prevaricación administrativa y malversación de caudales públicos por lo que dejó la presidencia de la Diputación días después. Fue finalmente absuelto en mayo de 2023 de todos los cargos por la Justicia.
En junio de 2023 gana la alcaldía de Onteniente por cuarta vez consecutiva, esta vez con las siglas de Ens Uneix, convirtiéndose en el alcalde más longevo de dicha población 
El 26 de octubre de 2024, la única candidatura en el Primer Congreso de la Unión Municipalista en la Comunidad Valenciana, que Rodríguez encabezaba fue proclamada ganadora.